# Vajont: quelli del dopo
Vajont: quelli del dopo è un libro di Mauro Corona del 2006, che racconta attraverso un dialogo "da osteria", le conseguenze culturali, filosofiche e prettamente economiche del paese di Erto (in comune di Erto e Casso), dopo la tragedia del 9 ottobre 1963, quando una frana precipitò dal monte Toc nel bacino della diga sul fiume Vajont causando un'onda che scavalcata la diga stessa, spazzò via case, alberi, terra e circa 1950 persone.

## Trama
Jan e i suoi avventori, si ritrovano nell'osteria "Gallo Cedrone" di Erto, e per un motivo o per l'altro finiscono sempre a parlare della tragedia, elencandone i vari aspetti: raccontano la storia e digrignano i denti nei confronti dei responsabili; raccontano di come alcuni parassiti, neanche nati all'epoca, ora si rechino sulla diga in cerca di commiserazione ed elemosina da parte dei turisti. Ricordano come la loro vita sia cambiata, i paesani stessi siano cambiati, diventando ancora più mutangheri e selvatici, premurosi di nascondere le lacrime di una vicenda che ne ha spezzato la vita. Nell'opera si notano quasi tutti i punti di vista, mettendo in primissimo piano la totale e disarmante incapacità dello Stato nel riconoscere loro i propri diritti e l'oblio che circonda il paese e la vallata tutta. Gli avventori citano anche Marco Paolini venuto alla luce dei riflettori proprio grazie ad uno spettacolo teatrale (Vajont, un'orazione civile) che riguardava la diga e quello che successe quella notte del 1963, e Renzo Martinelli, l'autore della versione cinematografica: Vajont (in cui appare anche Mauro Corona in un breve cameo).

## Edizioni
- Mauro Corona, Vajont: quelli del dopo, collana Piccola Biblioteca Oscar, Mondadori, 2006,  pp. 73, ISBN 88-04-55817-2.